# Rio Coporolo
Rio Coporolo är ett vattendrag i Angola. Det ligger i den västra delen av landet, 500 kilometer söder om huvudstaden Luanda.
Omgivningarna runt Rio Coporolo är i huvudsak ett öppet busklandskap. Runt Rio Coporolo är det ganska glesbefolkat, med 24 invånare per kvadratkilometer.